# Ogólnotatarskie Centrum Publiczne
Ogólnotatarskie Centrum Publiczne (tat. Bötentatar İctimağí Üzäge, BTİÜ; Бөтентатар Иҗтимагый Үзәге, БТИҮ; ros. Всетата́рский Обще́ственный Центр, ВТОЦ) – tatarska organizacja nacjonalistyczna z siedzibą w Kazaniu.

## Historia
Pierwszy kongres tatarskich nacjonalistów (Qorıltay) zorganizowano w lutym 1989. Nowo powstałą organizację nazwano Tatarskie Centrum Publiczne (Tatar İctimağí Üzäge). Statut i program przyjęto podczas drugiego kongresu w lutym 1991. Wtedy też zmieniono nazwę na Ogólnosowieckie Tatarskie Centrum Publiczne oraz wybrano także 35-osobowe prezydium. Po rozpadzie Związku Sowieckiego, w 1992 organizacja przyjęła obecną nazwę. Kolene kongresy odbyły się w latach: 1993 (dwa kongresy), 1996, 1999, 2002. Do ciał statutowych należą: kongres (Qorıltay), plenum (Ğäli mäcles), prezydium.
Organizacja została założona przez intelektualistów związanych z Kazańskim Uniwersytetem Państwowym, m.in.: Marata Mölekeva (został pierwszym przewodniczącym), Fäwzię Bäyräm, Fändäsa Safiullina.
Na przełomie lat 80–90. OCP organizowało demonstracje, podczas których domagano się proklamowanie niezależności Tatarstanu od Rosji. Jedyna demonstracja, która nie miała pokojowego charakteru, mała miejsce 15 października 1992, kiedy doszło do starcia z kontrmanifestacją rosyjskich nacjonalistów.
W kolejnych latach, w wyniku asertywnej wobec Moskwy polityki prezydenta Tatarstanu Mintimera Szajmijewa, OCP utraciło charakter jedynego obrońcy tatarskiej tożsamości. Przyznanie Tatarstanowi przez Moskwę szeregu koncesji w dziedzinie gospodarki sprawiły, że postulaty OCP straciły aktualność. W efekcie, wraz ze wzrostem popularności Szajmijewa, znaczenie OCP wśród mieszkańców republiki spadało.
W późniejszych latach aktywność OCP osłabła. Większość członków podczas ostatnich demonstracji stanowili emeryci. Wyjątkiem jest jedynie obchodzony w październiku Dzień Pamięci (Xäter Köne) upamiętniający upadek Kazania. Wydarzenie, któremu towarzyszy muzyka ludowa oraz rockowa, gromadzi wielu uczestników w różnym wieku z poszczególnych części Idel-Uralu.
W niektórych częściach Rosji, lokalne oddziały OCP współpracuje z miejscowymi władzami, skupiając się głównie na działalności kulturalnej diaspory. Przykładowo jednak w Baszkortostanie OPC odegrało istotną rolę jako opozycja wobec prezydenta Murtaza Rachimowa.
15 stycznia 2021 prokuratura Tatarstanu skierowała wniosek do Sądu Najwyższego republiki z żądaniem likwidacji organizacji jako „ekstremistycznej”. W odpowiedzi między 13 a 24 lutego 2021 OCP przeprowadziło szereg spotkań, apelując do sądu, by „wykazał obiektywizm i chronił konstytucyjne prawa”. 17 października 2021 Ministerstwo Sprawiedliwości zawiesiło organizację za „działalność ekstremistyczną”.

## Cele
Do głównych celów OCP w momencie powstania należało: ogłoszenie niepodległości Tatarstanu, ustanowienie stosunków dyplomatycznych z Federacją Rosyjską, ochrona języka tatarskiego oraz kultury, przyznanie językowi tatarskiemu status jedynego oficjalnego języka w Tatarstanie lub zrównanie go z rosyjskim w ramach Rosji. OCP dąży także do odrodzenia islamu w republice, wspiera diasporę i prawa etnicznych Tatarów na świecie. Według statutu organizacja wykorzystuje wyłącznie środki demokratyczne. Jednak według części źródeł w latach 90. liderzy OPC utrzymywali kontakty z wahabitami w Iczkerii oraz talibami w Afganistanie. Według niepotwierdzonych doniesień członkowie OPC mieli dołączać do bojówek na Kaukazie i w państwach Azji Centralnej. OPC miałoby posiadać także zmilitaryzowane odłamy İdel oraz Altınzan.